# Hartley (California)
Hartley es un lugar designado por el censo ubicado en el condado de Solano en el estado estadounidense de California. En el año 2010 tenía una población de 2.510 habitantes.

## Geografía
Hartley se encuentra ubicado en las coordenadas 38°25′13″N 121°57′3″O / 38.42028, -121.95083.